# Adel (Georgia)
Adel ist eine Stadt und zudem der County Seat des Cook County im US-Bundesstaat Georgia mit 5.571 Einwohnern (Stand: 2020).

## Geografie
Adel liegt zentral im Cook County. Die Nachbarorte sind Sparks, Cecil und Lenox. Die nächsten größeren Städte befinden sich mit Valdosta etwa 42 Kilometer südlich und mit  Albany etwa 96 Kilometer nordwestlich von Adel. Die Hauptstadt Georgias, Atlanta, etwa 329 Kilometer nördlich. Das Stadtgebiet erstreckt sich über eine Fläche von 20,7 km².

## Geschichte
Es wird angenommen, dass sich hier bereits in den 1860er Jahren die ersten weißen Siedler sesshaft gemacht haben. Ende des 19. Jahrhunderts war die Siedlung als „Puddleville“ (von englisch puddle ‚Pfütze‘) bekannt, in Anlehnung an die zahlreichen Wasserpfützen, die nach einem Regenfall die damals noch ungepflasterten Straßen des Ortes bedeckten. Nach der Überlieferung hat der Postmeister Joel J. „Uncle Jack“ Parrish die Bezeichnung „Adel“ aus den mittleren Buchstaben von Philadelphia (Phil–adel–phia) gebildet und als neue Ortsbezeichnung vorgeschlagen. 1889 wurde der Ort unter neuem Namen, damals noch als Teil von Berrien County, zur Stadt erhoben. Bei der Gründung von Cook County im Jahr 1913 wurde Adel zu dessen County Seat ernannt.

## Demographische Daten
Laut der Volkszählung von 2010 verteilten sich die damaligen 5334 Einwohner auf 1986 bewohnte Privathaushalte, was einen Schnitt von 2,63 Personen pro Haushalt ergibt. Insgesamt bestehen 2368 Haushalte. 
69,3 % der Haushalte waren Familienhaushalte (bestehend aus verheirateten Paaren mit oder ohne Nachkommen bzw. einem Elternteil mit Nachkomme) mit einer durchschnittlichen Größe von 3,14 Personen. In 38 % aller Haushalte lebten Kinder unter 18 Jahren sowie in 27,3 % aller Haushalte Personen mit mindestens 65 Jahren.
29,6 % der Bevölkerung waren jünger als 20 Jahre, 25,6 % waren 20 bis 39 Jahre alt, 25,1 % waren 40 bis 59 Jahre alt und 19,7 % waren mindestens 60 Jahre alt. Das mittlere Alter betrug 35 Jahre. 48,1 % der Bevölkerung waren männlich und 51,9 % weiblich.
46,9 % der Bevölkerung bezeichneten sich als Weiße, 45,4 % als Afroamerikaner, 0,2 % als Indianer und 1 % als Asian Americans. 5,1 % gaben die Angehörigkeit zu einer anderen Ethnie und 1,4 % zu mehreren Ethnien an. 7,9 % der Bevölkerung bestand aus Hispanics oder Latinos.
Das durchschnittliche Jahreseinkommen pro Haushalt lag bei 33.292 USD, dabei lebten 30,5 % der Bevölkerung unter der Armutsgrenze.

## Öffentliche Einrichtungen
Adel verfügt über zwei öffentliche Schulen, die Cook County High School und die Cook Primary School. Weiters befinden sich in der Stadt eine öffentliche Bibliothek und ein Krankenhaus, das Memorial Hospital of Adel. Ein beliebtes Naherholungsgebiet ist der Reed Bingham State Park im Westen der Stadt.

## Bauwerke
Das SOWEGA-Gebäude aus dem Jahr 1931, das wegen seiner Terrakottaverzierungen in Form von Wassermelonen als Watermelon Building bezeichnet wird, und das in den Jahren 1938/39 errichtete Gerichtsgebäude von Adel sind in der Kulturdenkmalliste der amerikanischen Bundesregierung verzeichnet.

## Verkehr
Adel wird von der Interstate 75, vom U.S. Highway 41 sowie von den Georgia State Routes 37 und 76 durchquert. Der nächste Flughafen ist der Valdosta Regional Airport (etwa 45 km südlich).

## Kriminalität
Die Kriminalitätsrate lag im Jahr 2010 mit 335 Punkten (US-Durchschnitt: 266 Punkte) im durchschnittlichen Bereich. Es gab 2 Vergewaltigungen, 2 Raubüberfälle, 6 Körperverletzungen, 105 Einbrüche, 158 Diebstähle und 6 Autodiebstähle.